# Отовозерское общество
Отовозерское общество — сельское общество в составе Коловской волости Пудожского уезда Олонецкой губернии

## Состав[1]
| №  | Населённый пункт              | Расстояние до волостного правления в верстах | Всего жителей (1873) | Всего жителей (1905) |
| -- | ----------------------------- | -------------------------------------------- | -------------------- | -------------------- |
| 1  | Ладва Тимофеевская (Глубокое) | 55                                           | 33                   | 50                   |
| 2  | Новинка Гамбовская (Глубокое) | 55                                           | 31                   | 25                   |
| 3  | Пезуевская (Глубокое)         | 55                                           | 34                   | 40                   |
| 4  | Габозеро                      | 55                                           | 11                   | 4                    |
| 5  | Наволоцкая (Отовозерск. пог.) | 40                                           | 32                   | 50                   |
| 6  | Погоская                      | 37                                           |                      | 35                   |
| 7  | Стегайлова гора               | 37                                           | 54                   | 17                   |
| 8  | Залесье                       | 36½                                          | 31                   | 35                   |
| 9  | Заломаева гора                | 36                                           | 45                   | 45                   |
| 10 | Юнгозеро                      | 38                                           | 30                   | 35                   |

В деревнях Ладва Тимофеевская и Погоская по состоянию на 1905 год находились школы.
Всё население по состоянию на 1905 год — 336 человек, на 1873—301.
В настоящее время территория общества относится к Пудожскому району Республики Карелия.

## Источник
- http://xn----7sbehhevkhuhcb0b4b4bzki.xn--p1ai/w/snmtwovolost/75
- Список населенных мест Олонецкой губернии (1905) https://www.prlib.ru/item/370962 стр. 260—263